# Mausoleum van Mao Zedong

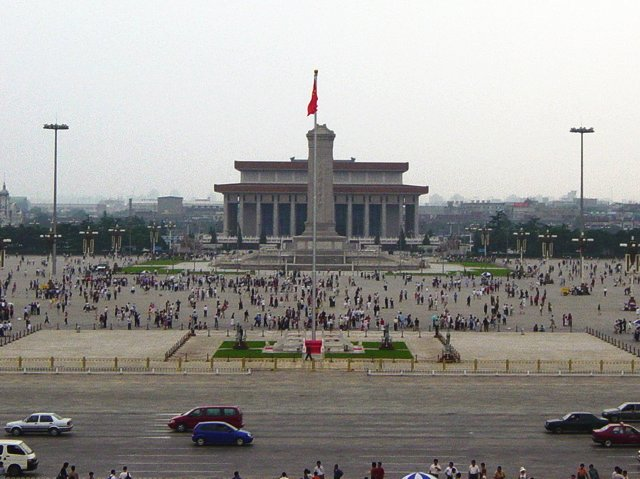
Het mausoleum en de obelisk op het Tiananmenplein (2005)

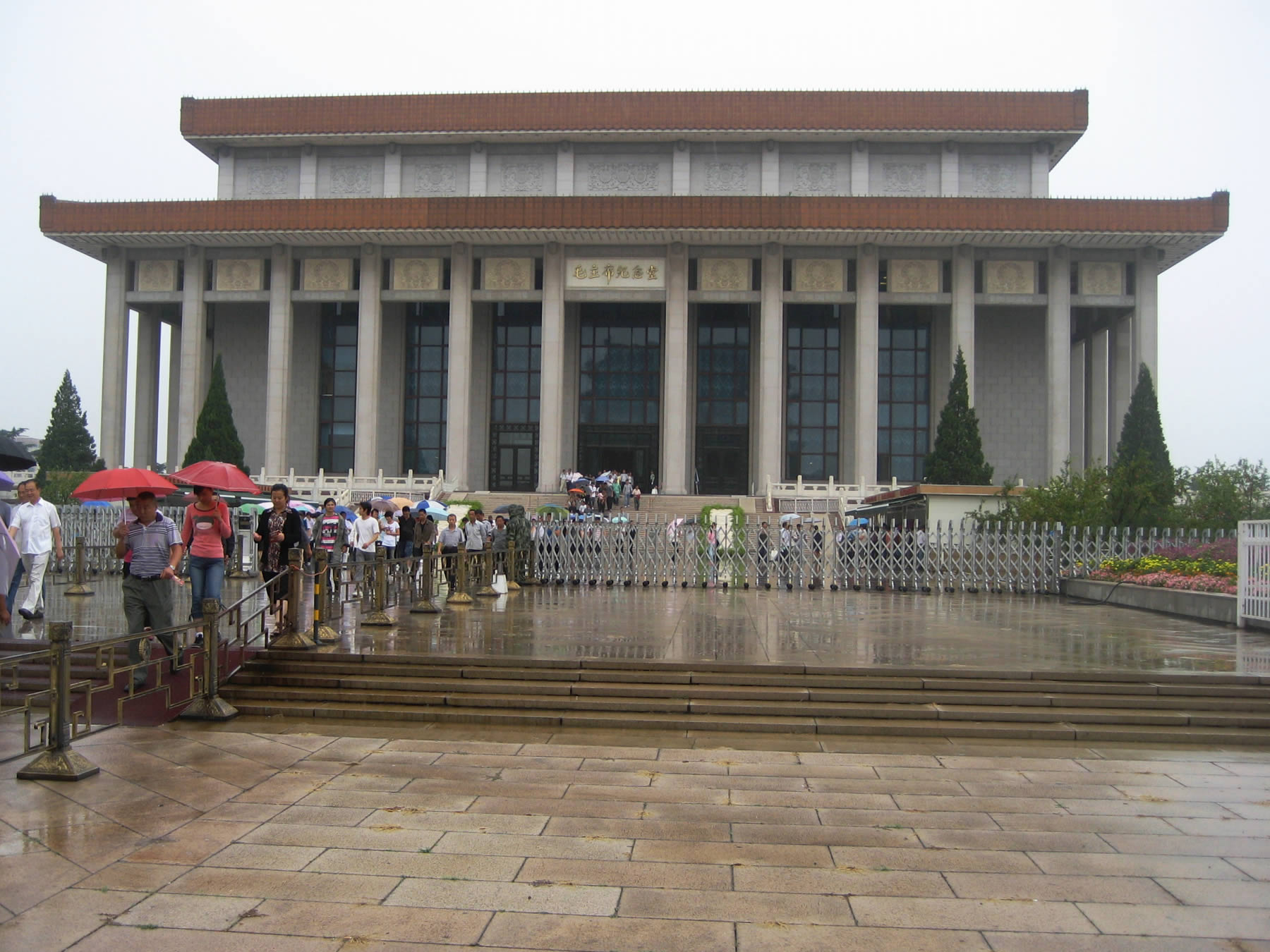
Het mausoleum

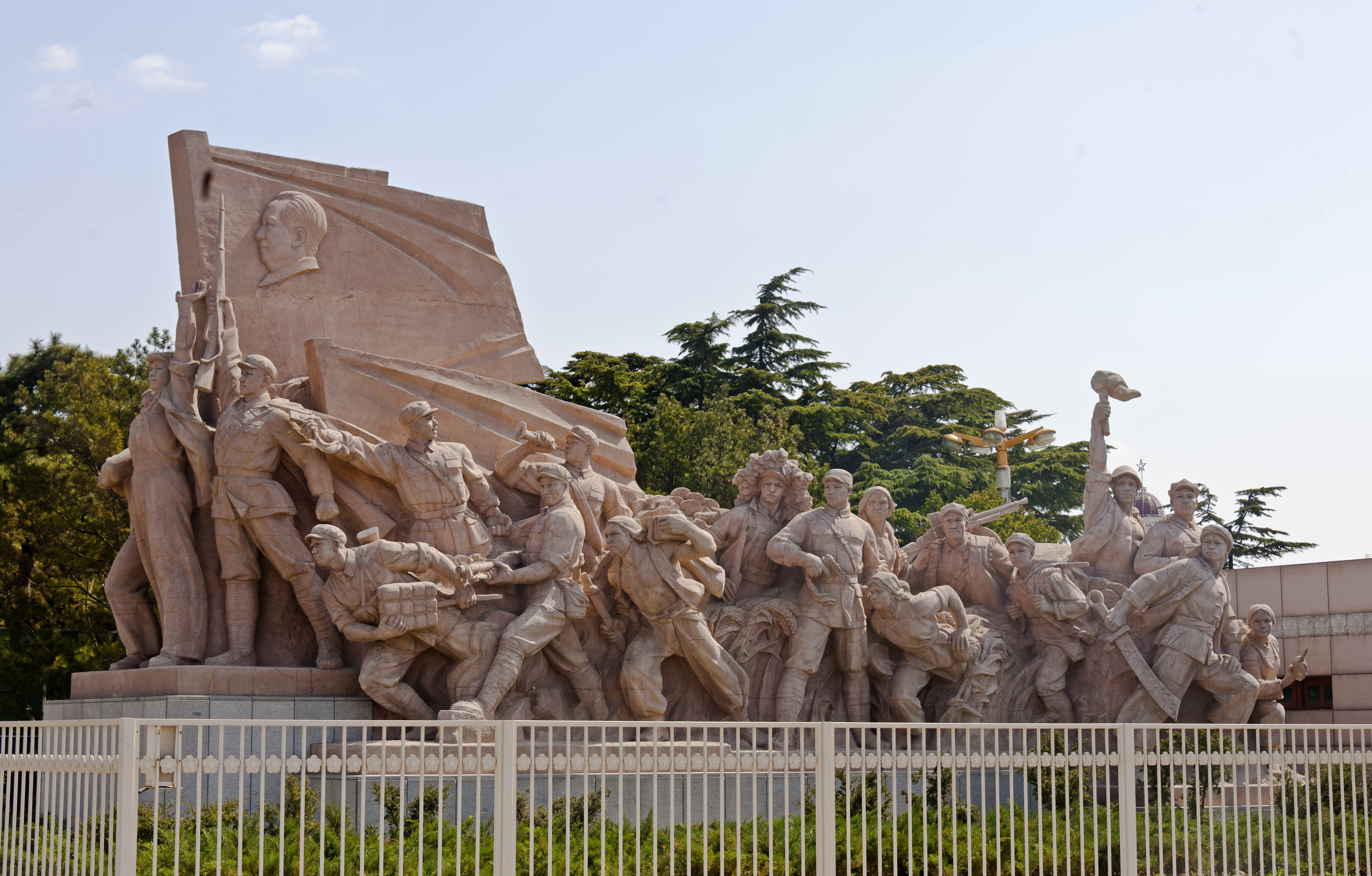
Beeldenpartij van de revolutionaire strijd bij de ingang van het mausoleum

Het Mausoleum van Mao Zedong is de laatste rustplaats van Mao Zedong, de voorzitter van de Communistische Partij van China (CPC).
Mao had de wens gecremeerd te worden, maar deze wens werd genegeerd en zijn lichaam werd gebalsemd en gemummificeerd. De leiders van China vonden dat zijn lichaam bewaard moest blijven voor het nageslacht. De bouw van het mausoleum begon al snel na zijn overlijden en staat op het Tiananmenplein in Peking. 

## Bouw
Mao overleed op 9 september 1976. De bouwwerkzaamheden begonnen op 24 november 1976 en precies zes maanden later, op 24 mei 1977, was het gereed. Hua Guofeng heeft hiervoor de opdracht gegeven. Bij het ontwerp en de bouw waren mensen vanuit heel China betrokken en de bouwmaterialen kwamen ook uit het hele land. Er werd zelfs water en zand van de Straat van Taiwan in het gebouw verwerkt als symbool voor de eenheid van de Volksrepubliek China, dus inclusief Taiwan.
Het geheel is 260 meter lang en 220 meter breed en heeft een oppervlakte van 57.200 m². Het gebouw is zelf 33.867 m² groot. Het is vierkant en de zijden zijn 105,5 meter en het is 33,6 meter hoog. Het gebouw wordt omgeven door 44 vierkante zuilen van graniet die elk 17,5 meter hoog zijn.

## Bezoek
Het gebouw is opengesteld voor het publiek. Alleen de begane grond is toegankelijk. Hier zijn drie zalen, de Noordelijke Grote Zaal, de Hal van de Rouw en de Zuidelijke Grote Zaal. 
In de eerste hal staat een marmeren beeld van Mao tegen een achtergrond van een groot tapijt met daarop de bergen en rivieren van China. In de Hal van de Rouw, in het centrum van het mausoleum, ligt Mao in zijn gebruikelijke grijze pak, gedrapeerd met de rode vlag van de CPC. Rondom de glazen kamer staat een wacht van soldaten van het Volksbevrijdingsleger. In de Zuidelijke Grote Zaal is de uitgang en een souvenirwinkel.